# Nester
Nester, aparecido por primera vez en las series cómicas de Howard & Nester, era la mascota de la revista Nintendo Power, creada por Howards Philips. El nombre es un tributo a la consola NES.
Nester era un personaje que competía contra Howard Philips en hacer el mejor tema sobre trucos de videojuegos. Nester trataba de presumir lo que podía conocer, mientras Howard Philips contaba lo que realmente sabía.
Los trucos de videojuegos llevaron a Nester a aventuras similares a los videojuegos originales desde la imprenta a papel, desde estar en una aventura de Castlevania, o siendo una simple pieza de Tetris.
Más adelante tratarían de colocarlo en un juego, que posteriormente no fluyó por la decaída del Virtual Boy. Desde ese entonces, no se ha podido observar más en la revista, hasta entonces.
Las últimas aventuras de Nester fueron en la revista Nintendo Power, en un cómic llamado The New Nester's Adventures, donde el personaje vivía sus propias aventuras y en sus propias historias no basadas en juegos.
Más adelante apareció nuevamente en el año 2009, ya adulto, con una gran comedia, en las que su hijo juega a los juegos de Wii y Nester sigue pegado en el pasado.

## Apariencia y personalidad
Nester tiene tres mechas hacia al frente, de pelo rojo, joven de cabeza redonda, delgado y luce un simple traje de adolescente.
El personaje es presumido, y siempre cree las cosas con facilidad. Es consciente de los estragos, pero valiente. Es curioso, ya que su intención siempre es sobresaltar de los demás, sin embargo, tiene una conciencia limpia de hacer lo correcto.

## Apariciones
Nester tiene muchas apariciones, entre esas el juego de Virtual Boy, llamado Nester's Funky Bowling.
Antes de llegar al videojuego, apareció en unas historietas con más edad llamado Nester's Adventures, donde tenía increíbles historias y momentos dados en cualquier circunstancias.
- Datos: Q11695414